# Campeonato de Fórmula Dois da FIA de 2009
O Campeonato de Fórmula Dois da FIA de 2009 marcou o regresso da Fórmula 2, que existiu de 1967 a 1984 como Campeonato Europeu de Fórmula Dois, passando a ser Fórmula 3000 em 1985, e que entre 2005 e 2016 se chamou GP2 Series. A FIA recriou a categoria como Campeonato de Fórmula Dois da FIA, e o seu regresso não implicou na extinção de nenhuma fórmula de promoção e muito menos da Fórmula 1.
O campeonato começou no dia 30 de maio no Circuito de Valência e terminou em 1 de novembro no Circuito da Catalunha, após oito rodadas de duas corridas cada. Andy Soucek foi o campeão, terminando mais de 50 pontos de distância do vice-campeão Robert Wickens.

## Calendário
A maior parte das corridas do Campeonato de Fórmula Dois da FIA acompanharam o Campeonato do Mundo de Turismos (WTCC), e foi composto por oito eventos de duas corridas cada.
| Ronda | Ronda | Localização               | Circuito                      | Data           | Pole position           | Volta mais rápida       | Piloto vencedor         | A acompanhar o campeonato      | Detalhes |
| ----- | ----- | ------------------------- | ----------------------------- | -------------- | ----------------------- | ----------------------- | ----------------------- | ------------------------------ | -------- |
| 1     | R1    | Valência                  | Circuit de Valencia           | 30 de Maio     | Robert Wickens          | Robert Wickens          | Robert Wickens          | World Touring Car Championship | Detalhes |
| 1     | R2    | Valência                  | Circuit de Valencia           | 31 de Maio     | Robert Wickens          | Kazimieras Vasiliauskas | Robert Wickens          | World Touring Car Championship | Detalhes |
| 2     | R1    | Brno                      | Masaryk Circuit               | 20 de Junho    | Nicola de Marco         | Robert Wickens          | Mirko Bortolotti        | World Touring Car Championship | Detalhes |
| 2     | R2    | Brno                      | Masaryk Circuit               | 21 de Junho    | Henry Surtees           | Nicola de Marco         | Andy Soucek             | World Touring Car Championship | Detalhes |
| 3     | R1    | Spa                       | Circuit de Spa-Francorchamps  | 27 de Junho    | Tobias Hegewald         | Tobias Hegewald         | Tobias Hegewald         | International GT Open          | Detalhes |
| 3     | R2    | Spa                       | Circuit de Spa-Francorchamps  | 28 de Junho    | Tobias Hegewald         | Tobias Hegewald         | Tobias Hegewald         | International GT Open          | Detalhes |
| 4     | R1    | Kent                      | Brands Hatch                  | 18 de Julho    | Philipp Eng             | Mirko Bortolotti        | Philipp Eng             | World Touring Car Championship | Detalhes |
| 4     | R2    | Kent                      | Brands Hatch                  | 19 de Julho    | Andy Soucek             | Andy Soucek             | Andy Soucek             | World Touring Car Championship | Detalhes |
| 5     | R1    | North West Leicestershire | Donington Park                | 15 de Agosto   | Tobias Hegewald         | Julien Jousse           | Andy Soucek             | —                              | Detalhes |
| 5     | R2    | North West Leicestershire | Donington Park                | 16 de Agosto   | Julien Jousse           | Julien Jousse           | Julien Jousse           | —                              | Detalhes |
| 6     | R1    | Oschersleben              | Oschersleben Motorsport Arena | 5 de Setembro  | Andy Soucek             | Andy Soucek             | Andy Soucek             | World Touring Car Championship | Detalhes |
| 6     | R2    | Oschersleben              | Oschersleben Motorsport Arena | 6 de Setembro  | Mikhail Aleshin         | Miloš Pavlović          | Mikhail Aleshin         | World Touring Car Championship | Detalhes |
| 7     | R1    | Ímola                     | Autódromo Enzo e Dino Ferrari | 19 de Setembro | Kazimieras Vasiliauskas | Kazimieras Vasiliauskas | Kazimieras Vasiliauskas | World Touring Car Championship | Detalhes |
| 7     | R2    | Ímola                     | Autódromo Enzo e Dino Ferrari | 20 de Setembro | Robert Wickens          | Robert Wickens          | Andy Soucek             | World Touring Car Championship | Detalhes |
| 8     | R1    | Barcelona                 | Circuit de Catalunya          | 31 de Outubro  | Robert Wickens          | Jason Moore             | Andy Soucek             | International GT Open          | Detalhes |
| 8     | R2    | Barcelona                 | Circuit de Catalunya          | 1 de Novembro  | Robert Wickens          | Andy Soucek             | Andy Soucek             | International GT Open          | Detalhes |

## Pilotos

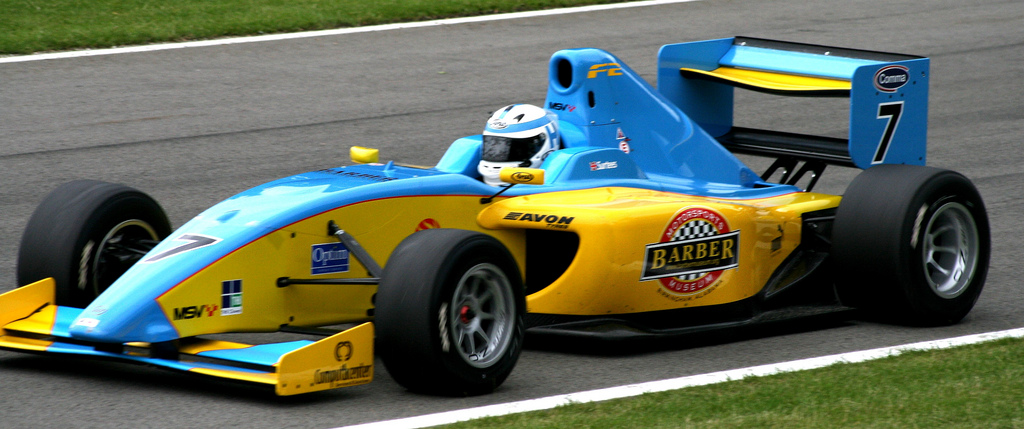
A época ficou marcada pelo acidente fatal sofrido por Henry Surtees em Brands Hatch. Todos os carros transportaram um tributo a Henry Surtees no resto da época.

- Durante uma entrevista no espectáculo Autosport Internacional em Birmingham, o dirigente do campeonato, Jonathan Palmer, anunciou que o Campeonato de Fórmula Dois da FIA iria expandir-se de 20 para 24 carros.[3] Tornaram-se 25 quando Edoardo Piscopo se juntou ao campeonato e Jens Höing regressou depois de problemas contratuais.[4] Depois da morte de Henry Surtees, ficaram só 24 carros, na ronda de Donington Park, antes de serem novamente 25 na ronda de Oschersleben, com Ollie Hancock fazendo sua estreia.[5]

| Carro # | Piloto              | Rondas |
| ------- | ------------------- | ------ |
| 2       | Sebastian Hohenthal | Todas  |
| 3       | Jolyon Palmer       | Todas  |
| 4       | Julien Jousse       | Todas  |
| 5       | Alex Brundle        | Todas  |
| 6       | Armaan Ebrahim      | Todas  |
| 7       | Henry Surtees †     | 1-4    |
| 8       | Tobias Hegewald     | Todas  |
| 9       | Pietro Gandolfi     | Todas  |
| 10      | Nicola de Marco     | Todas  |
| 11      | Jack Clarke         | Todas  |
| 12      | Robert Wickens      | Todas  |
| 14      | Mirko Bortolotti    | Todas  |
| 15      | Mikhail Aleshin     | All    |
| 16      | Edoardo Piscopo     | 1-7    |
| 17      | Carlos Iaconelli    | 1-7    |
| 18      | Natacha Gachnang    | Todas  |
| 20      | Jens Höing          | Todas  |
| 21      | Kazim Vasiliauskas  | Todas  |
| 22      | Andy Soucek         | Todas  |
| 23      | Henri Karjalainen   | Todas  |
| 24      | Tom Gladdis         | Todas  |
| 25      | Miloš Pavlović      | Todas  |
| 27      | Germán Sánchez      | Todas  |
| 31      | Jason Moore         | Todas  |
| 33      | Philipp Eng         | Todas  |
| 38      | Tristan Vautier     | 8      |
| 44      | Ollie Hancock       | 6-8    |

### Mudanças nos pilotos
Entraram no Campeonato de Fórmula Dois da FIA
- Mikhail Aleshin: World Series by Renault (Carlin Motorsport) → Motorsport Vision
- Mirko Bortolotti: Campeonato Italiano de Fórmula 3 (Lucidi Motors) → Motorsport Vision
- Alex Brundle: Fórmula Palmer Audi → Motorsport Vision
- Jack Clarke: Fórmula Palmer Audi → Motorsport Vision
- Armaan Ebrahim: Fórmula V6 Asia (Black Tara) → Motorsport Vision
- Philipp Eng: Fórmula BMW Europa (Mücke Motorsport) & German Formula Three Championship (HS Technik Motorsport & Ombra Racing) → Motorsport Vision
- Natacha Gachnang: European F3 Open Championship (Campos Racing) → Motorsport Vision
- Pietro Gandolfi: LO Formula Renault 2.0 Suisse (Emmebi Motorsport) → Motorsport Vision
- Tom Gladdis: Star Mazda Championship (Andersen Racing) → Motorsport Vision
- Ollie Hancock: Formula Renault BARC → Motorsport Vision
- Tobias Hegewald: Fórmula Renault 2.0 Northern European Cup/Eurocup Formula Renault 2.0 (Motopark Academy) → Motorsport Vision
- Sebastian Hohenthal: Campeonato Britânico de Fórmula 3 (Fortec Motorsport) → Motorsport Vision
- Jens Höing: ATS Formel 3 Cup (GU-Racing) → Motorsport Vision
- Carlos Iaconelli: GP2 Series (BCN Competición) → Motorsport Vision
- Julien Jousse: World Series by Renault (Tech 1 Racing) → Motorsport Vision
- Henri Karjalainen: Atlantic Championship (Jensen MotorSport) → Motorsport Vision
- Nicola de Marco: European F3 Open Championship (RP Motorsport) → Motorsport Vision
- Jason Moore: Fórmula Palmer Audi → Motorsport Vision
- Jolyon Palmer: Fórmula Palmer Audi → Motorsport Vision
- Miloš Pavlović: GP2 Series (BCN Competición) → Motorsport Vision
- Germán Sánchez: European F3 Open Championship (Campos Racing) → Motorsport Vision
- Andy Soucek: GP2 Series (Super Nova Racing) → Motorsport Vision
- Henry Surtees: Fórmula Renault 2.0 UK (Manor Competition) → Motorsport Vision
- Kazim Vasiliauskas: Campeonato Italiano de Fórmula Renault/Eurocup Fórmula Renault 2.0 (Prema Powerteam) → Motorsport Vision
- Tristan Vautier: Fórmula Renault 2.0 West European Cup (Epsilon Sport Team) → Motorsport Vision
- Robert Wickens: World Series by Renault (Carlin Motorsport) → Motorsport Vision

Mudanças a meio da época
† - Henry Surtees foi lesionado mortalmente num acidente durante a 2ª corrida de Brands Hatch. O lugar de Henry Surtees foi ocupado por Ollie Hancock depois da 5ª ronda.
- Edoardo Piscopo falhou a última ronda para participar na 1ª ronda das Temporada da GP2 Asia Series 2009/2010.[35] His slot was filled by Tristan Vautier.[31]

## Classificação de pilotos
| Pos | Piloto                  | R1/C1 | R1/C2 | R2/C1 | R2/C2 | R3/C1 | R3/C2 | R4/C1 | R4/C2 | R5/C1 | R5/C2 | R6/C1 | R6/C2 | R7/C1 | R7/C2 | R8/C1 | R8/C2 | Pontos |
| --- | ----------------------- | ----- | ----- | ----- | ----- | ----- | ----- | ----- | ----- | ----- | ----- | ----- | ----- | ----- | ----- | ----- | ----- | ------ |
| 1   | Andy Soucek             | Ret   | 4     | 17    | 1     | 4     | 2     | 2     | 1     | 1     | 4     | 1     | 2     | 3     | 1     | 1     | 1     | 115    |
| 2   | Robert Wickens          | 1     | 1     | 9     | Ret   | Ret   | 3     | 4     | 2     | Ret   | Ret   | 8     | 4     | 4     | 2     | Ret   | 3     | 64     |
| 3   | Mikhail Aleshin         | 4     | 6     | 2     | Ret   | 18    | 8     | 10    | 3     | 2     | 7     | 5     | 1     | 7     | Ret   | 2     | 7     | 59     |
| 4   | Mirko Bortolotti        | 6     | 2     | 1     | Ret   | 9     | 9     | Ret   | 5     | 10    | 3     | 2     | Ret   | 2     | Ret   | 6     | Ret   | 50     |
| 5   | Julien Jousse           | 5     | 10    | 5     | 2     | 3     | 6     | 19    | 9     | 7     | 1     | Ret   | 3     | 10    | Ret   | 4     | 8     | 49     |
| 6   | Tobias Hegewald         | Ret   | 9     | 15    | 7     | 1     | 1     | 15    | 6     | 3     | 6     | Ret   | 6     | Ret   | 4     | 9     | 5     | 46     |
| 7   | Kazimieras Vasiliauskas | 3     | 20    | Ret   | 8     | 10    | 7     | 5     | 12    | Ret   | 2     | 3     | 7     | 1     | Ret   | 8     | 4     | 45     |
| 8   | Philipp Eng             | 12    | 3     | 3     | 9     | Ret   | Ret   | 1     | 4     | 5     | 10    | Ret   | Ret   | 5     | 10    | 5     | 9     | 39     |
| 9   | Sérvia Miloš Pavlović   | Ret   | 17    | Ret   | 5     | 2     | 4     | 7     | Ret   | Ret   | 8     | Ret   | 21    | 6     | 3     | 10    | 19    | 29     |
| 10  | Nicola de Marco         | 9     | 5     | 12    | 3     | 13    | 11    | 9     | Ret   | Ret   | Ret   | 6     | 5     | Ret   | 9     | 11    | 2     | 25     |
| 11  | Carlos Iaconelli        | 2     | 8     | Ret   | Ret   | Ret   | 10    | 6     | 17    | Ret   | 9     | 4     | 10    | Ret   | 5     |       |       | 21     |
| 12  | Edoardo Piscopo         | Ret   | 7     | 7     | 4     | 8     | 14    | 8     | 7     | 4     | Ret   | 12    | 8     | 13    | Ret   |       |       | 19     |
| 13  | Tristan Vautier         |       |       |       |       |       |       |       |       |       |       |       |       |       |       | 3     | 6     | 9      |
| 14  | Henry Surtees           | 7     | 12    | Ret   | Ret   | 15    | Ret   | 3     | Ret   |       |       |       |       |       |       |       |       | 8      |
| 15  | Henri Karjalainen       | 17    | 15    | 4     | 16    | 7     | 15    | 11    | 18    | 15    | 13    | Ret   | 15    | 11    | 15    | 16    | 17    | 7      |
| 16  | Sebastian Hohenthal     | 10    | 13    | Ret   | 12    | 17    | 12    | Ret   | 14    | 6     | 5     | 17    | 9     | 9     | 12    | Ret   | Ret   | 7      |
| 17  | Armaan Ebrahim          | 15    | 16    | 6     | 6     | DNS   | Ret   | Ret   | 10    | 8     | Ret   | 9     | 13    | Ret   | Ret   | 12    | 10    | 7      |
| 18  | Jack Clarke             | 13    | 19    | Ret   | 15    | 5     | Ret   | Ret   | Ret   | 9     | 14    | 7     | Ret   | 14    | 14    | 17    | 14    | 6      |
| 19  | Alex Brundle            | 8     | 23    | 11    | Ret   | Ret   | 5     | Ret   | 11    | 14    | Ret   | Ret   | 11    | 17    | Ret   | 15    | 12    | 5      |
| 20  | Tom Gladdis             | 19    | 18    | 8     | 10    | 6     | Ret   | 13    | 13    | 17    | Ret   | 16    | 17    | 16    | 13    | 14    | 15    | 4      |
| 21  | Jolyon Palmer           | 21    | Ret   | 10    | 14    | 16    | Ret   | 12    | 16    | 16    | 12    | 15    | 19    | 12    | 6     | 13    | 11    | 3      |
| 22  | Jason Moore             | 16    | 14    | 13    | 11    | Ret   | DNS   | 16    | 8     | 11    | Ret   | 14    | 20    | 18    | 7     | 19    | 16    | 3      |
| 23  | Natacha Gachnang        | 11    | Ret   | 14    | Ret   | 11    | 13    | 14    | 15    | 13    | Ret   | 11    | 12    | 15    | Ret   | 7     | 13    | 2      |
| 24  | Germán Sánchez          | 14    | 11    | 16    | Ret   | 12    | Ret   | 17    | Ret   | 12    | 11    | Ret   | 16    | 8     | 8     | DNS   | DNS   | 2      |
| 25  | Ollie Hancock           |       |       |       |       |       |       |       |       |       |       | 10    | 18    | Ret   | 11    | 18    | 18    | 0      |
| 26  | Jens Höing              | 18    | 21    | Ret   | 13    | Ret   | 16    | Ret   | Ret   | Ret   | Ret   | Ret   | 14    | Ret   | Ret   | Ret   | 21    | 0      |
| 27  | Pietro Gandolfi         | 20    | 22    | Ret   | Ret   | 14    | 17    | 18    | Ret   | Ret   | 15    | NC    | 22    | Ret   | Ret   | Ret   | 20    | 0      |
| Pos | Piloto                  | VAL 1 | VAL 2 | CZE 1 | CZE 2 | BEL 1 | BEL 2 | BRH 1 | BRH 2 | DON 1 | DON 2 | ALE 1 | ALE 2 | ITA 1 | ITA 2 | CAT 1 | CAT 2 | Pontos |

| Cor        | Resultado             |
| ---------- | --------------------- |
| Ouro       | Vencedor              |
| Prata      | 2.º lugar             |
| Bronze     | 3.º lugar             |
| Verde      | Terminou, nos pontos  |
| Azul       | Terminou, sem pontos  |
| Púrpura    | Ret – Retirou-se      |
| Vermelho   | NQ – Não qualificado  |
| Preto      | DSQ – Desqualificado  |
| Branco     | NL – Não largou       |
| Branco     | C – Corrida cancelada |
| Azul claro | AT – Apenas Treino    |
| Sem cor    | NP – Não participou   |
| Sem cor    | Les – Lesionado       |
| Sem cor    | EX – Excluído         |

†: Henry Surtees morreu num acidente sofrido durante a segunda corrida da quarta ronda.

## Cobertura televisiva
Em 2009 e 2010, o Campeonato de Fórmula Dois da FIA teve parceria com a Eurosport, uma das estações televisivas que mais desportos motorizados transmite no mundo.